# MISS KISS
『MISS KISS』（みす・きっす）は、1979年5月25日にリリースされた桜田淳子の27枚目のシングルである。

## 解説
- 作詞は前作の「サンタモニカの風」に引き続き阿久悠、作曲・編曲は初めて佐藤準が担当。生みの親ともいえる阿久が作詞提供する最後の曲となった。
- ト長調である。
- 歌番組で歌う際の間奏部分では、自らがコンガを叩くというパフォーマンスを披露した。
- 「天使の初恋」以来、久しぶりに帽子を被ったマリンルックの衣装は、色違いでブルーとグリーンの2パターンがあった。
- 独特の振り付けは宝塚歌劇団出身の振付家・謝珠栄が担当している。
- 桜田本人が語ったところによれば、タイトルの「MISS KISS」とは「『KISS』という名前の女の子のこと」とのことである。
- 『桜田淳子BOX〜そよ風の天使〜』収録のオリジナル・カラオケ・ディスク選定のリクエスト投票で本作が1位となり、カラオケ・ディスク（Disc 5）の1曲目に収録された。
  - しかし、2016年時点で本作を配信しているカラオケ業者は未確認である。第一興商の通信カラオケ『DAM』のウェブサイト・カラオケリクエスト曲目一覧の中に本作が確認できる。

## 収録曲
- 全曲作詞：阿久悠／作曲・編曲：佐藤準

1. MISS KISS (3分35秒)
2. 女は自由 (3分58秒)